# Bianor compactus
Bianor compactus är en spindelart som först beskrevs av Arthur Urquhart 1884.  Bianor compactus ingår i släktet Bianor och familjen hoppspindlar. Inga underarter finns listade.